# Anandra celebensis
Anandra celebensis är en skalbaggsart som beskrevs av Stefan von Breuning 1966. Anandra celebensis ingår i släktet Anandra och familjen långhorningar.
Artens utbredningsområde är Sulawesi. Inga underarter finns listade i Catalogue of Life.